# 盐务街街道
盐务街街道是中华人民共和国贵州省貴陽市云岩区下辖的一个街道办事处。

## 行政区划
盐务街街道下辖以下村级行政区划单位：
吉祥社区、永安社区、金仓社区、半边街社区、扁井社区、银通社区、南垭社区、盐吉社区、盐务社区。